# Armando Leça
Armando Leça, pseudónimo de Armando Lopes (nascido na Leça da Palmeira em 9 de Agosto de 1891 † Vila Nova de Gaia em 21 de Janeiro de 1977), foi um compositor, folclorista e etnomusicólogo de Portugal. O seu nome consta da lista de colaboradores das revistas Feira da Ladra  (1929-1943) e Prisma  (1936-1941).
O seu espólio musical está depositado na Biblioteca Nacional de Portugal,  na Câmara Municipal de Matosinhos (espólio fotográfico), e no arquivo sonoro da RDP (gravações realizadas entre 1939 e 1940).
Era pai de Mécia de Sena e Óscar Lopes.

## Obra Literária (Selecção)
- Da música portuguesa, 1900 (reedições: 1922 e 1942). [5]
- Solfejo entoado para uso dos Liceus e Colégios, Porto, Tip. Costa Carregal, 1933.
- Cancioneiro músico-popular: relatório dos trabalhos de recolha para a organização duma discoteca de música popular portuguesa, pela brigada de técnicos, Comissão Executiva dos Centenários, 1940. [6]
- Música popular portuguesa, Instituto de Alta Cultura. Porto : Domingos Barreira, 1947. [7]
- Leça dos Mareantes, Sep. Bol. Bibl. Pública Municipal Matosinhos, 1957.
- Motivos Ensoados pelo Povo, Sep. Bol. Junta Dist. Lisboa, n.º LXI-LXII, 1964. [8]

## Ligações Externas
- Recolhas efectuadas por Armando Leça no primeiro levantamento músico-popular realizado em Portugal (Youtube)

- O Povo que volta a cantar: episódio dedicado a Armando Leça (2018)